# Kaya Symons
Kaya Symons (31 maart 2005) is een Nederlandse voetballer die als verdediger voor De Graafschap speelt.

## Clubcarrière
Symons begon te voetballen bij voetbalclub RKHVV waarna hij stage begon te lopen bij verschillende clubs. Symons maakte, op 9-jarige leeftijd, in 2014 de overstap naar de jeugdopleiding van Vitesse, in 2021 tekende Symons een contract voor drie jaar bij de Arnhemse club. Eind 2022 mocht Symons voor het eerst mee op trainingskamp van het eerste elftal van Vitesse. In het seizoen 2023/24 werd Symons toegevoegd aan de selectie van het eerste elftal, waar hij meermaals op de bank zat maar tot een debuut kwam het niet.
In de zomer van 2024 maakte hij de overstap naar De Graafschap waar hij in eerste instantie op amateurbasis ging spelen en zou startten in de Onder 21, maar werd al snel aan de selectie van het eerste elftal toegevoegd. Op 1 september 2024 maakte Symons zijn debuut in de Eerste divisie voor de Doetinchemse club. In de met 1–4 gewonnen uitwedstrijd tegen Roda JC verving hij in de 57e minuut Levi Schoppema. Op 30 oktober 2024 maakte hij zijn basisdebuut in de wedstrijd tegen TOP Oss om de KNVB Beker.
In februari 2025 tekende Symons zijn eerste contract bij De Graafschap, hij werd vastgelegd tot de zomer van 2026 met een optie tot nog één jaar.

## Clubstatistieken
| Seizoen | Club          | Competitie     | Competitie | Competitie | Beker | Beker | Overig | Overig | Totaal | Totaal |
| Seizoen | Club          | Competitie     | Wed.       | Dlp.       | Wed.  | Dlp.  | Wed.   | Dlp.   | Wed.   | Dlp.   |
| ------- | ------------- | -------------- | ---------- | ---------- | ----- | ----- | ------ | ------ | ------ | ------ |
| 2024/25 | De Graafschap | Eerste divisie | 13         | 0          | 2     | 0     | 0      | 0      | 15     | 0      |
| Totaal  | Totaal        | Totaal         | 13         | 0          | 2     | 0     | 0      | 0      | 15     | 0      |

Bijgewerkt t/m 30 april 2025.

## Interlandcarrière
Symons werd voor meerdere nationale jeugdelftallen van Nederland geselecteerd. Zijn eerste wedstrijd was voor het Nederlands elftal –15 in een oefenwedstrijd tegen de leeftijdsgenoten van Ierland. Op 23 september 2022 speelde hij in een oefeninterland met het Nederlands elftal –18 tegen het Belgisch voetbalelftal –18 (3–1 winst) waarin hij voor het eerst wist te scoren in een interland.